# Cololejeunea estipulata
Cololejeunea estipulata là một loài Rêu trong họ Lejeuneaceae. Loài này được (Gottsche ex Stephani) Tixier mô tả khoa học đầu tiên năm 1985.